# Classe Osa
Quello di classe Osa I e Osa II è il nome in codice NATO per le due serie di motocannoniere missilistiche sovietiche progetto 205 e 205U.
Anche indicate come FAC (Fast Attack Craft) sono vascelli leggeri da attacco per una batteria di missili antinave SS-N-2 Styx e con una batteria di torrette AK-230 radarguidate per la propria difesa.
Le classe Osa hanno rappresentato un miglioramento rispetto alle precedenti classe Komar - progetto 183R, ricavate dalle siluranti classe P6, praticamente con i quattro siluri da 533 sostituiti da due missili.

## Il progetto

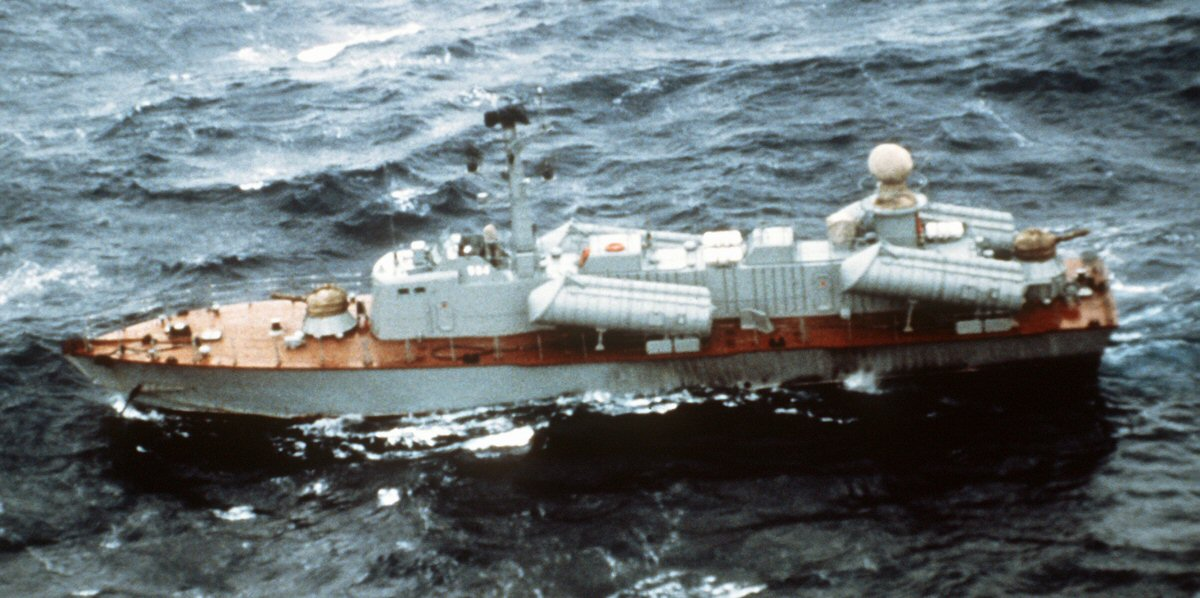
Una motocannoniera classe Osa in una foto più recente

Le Osa vennero concepite tenendo conto che, secondo i calcoli eseguiti dai tecnici sovietici, i gruppi con le motocannoniere armate di Styx avevano bisogno di lanciare dodici missili per affondare un cacciatorpediniere NATO, quindi sei navi, e una possibilità su tre di raggiungere un bersaglio (quindi ben diciotto navi). Tale numero era difficile da considerare "soddisfacente", e unito alla difficoltà di coordinare tante navi non giovava alla convenienza di queste azioni.
Ma tre Osa erano sufficienti per lanciare i dodici missili, e grazie al raddoppio dell'armamento contraerei, si valutava che avessero una possibilità su due di raggiungere un bersaglio, quindi le Osa necessarie per affondare un caccia NATO erano scese ad appena sei. Così il nuovo progetto si dimostrò subito un miglioramento sostanziale, anche se il numero di armi valutato per colpire ciascuna nave nemica venne mal calcolato (talvolta ne bastarono molte meno, mentre in altri casi non furono sufficienti).
Il progetto verteva su una nave che, nonostante la velocità, era assai tozza, simile ad un grosso motoscafo, mentre la plancia era larga e assai bassa. I missili erano a mezza nave, con quattro lanciatori singoli per i pesantissimi missili SS-N 2, contronave a medio raggio (40 km).

## Armamento
Le armi contraeree, nelle Komar assai scarse, passarono da una torre binata da 25mm, a puntamento ottico, a due compatte torri ADG-230 automatiche, a prua e a poppa, armate con le potentissime armi da 30x213mm di nuova concezione, con puntamento automatico, guida radar o ottica e un gran numero di colpi sistemati sotto il ponte. La nave aveva un radar "Drum Tilt" disposto su un podio a poppa, tra i missili, e possedeva un sorprendente campo di tiro, praticamente copriva anche il settore poppiero, nonostante la presenza di un albero e della plancia. Invece sulle Osa II vennero aggiunti lanciamissili quadrupli per i SA-7 Grail, chiamati SA-N 5 nell'impiego navale.

## Motori
I motori erano due potenti diesel montati su altrettanti assi, che erogavano ben 12000hp, e assicuravano una buona velocità e autonomia.

## Tecnica di impiego
Lo scopo del progetto Osa era quello di arrivare a tiro delle navi nemiche, lanciare le sue armi, ciascuna delle quali sufficiente per distruggere anche navi di grande dislocamento, e ritirarsi a tutta velocità, difendendosi da attacchi aerei con le sue torrette da 30mm.

## Produzione ed impiego bellico
Centinaia di unità vennero costruite in decenni, con successi e disastri nella loro carriera. Tra i primi l'affondamento del PNS Khaibar, un caccia classe Battle distrutto nel 1971 con un attacco notturno durante la terza guerra indo-pakistana. Le navi risultarono inefficaci, invece, durante la battaglia di Laodicea e la Battaglia di Damietta contro le veloci motocannoniere israeliane, a causa della scarsa efficacia dei loro missili contro bersagli tanto piccoli ed alle difese ECM israeliane : le navi della classe Saar israeliane dell'epoca riuscirono a evitare i loro attacchi a lunga gittata e poi le raggiunsero con i cannoni e i missili Rafael senza che le navi arabe, con apparati motori in stato precario, riuscissero a scappare né a difendersi con i loro cannoni di piccolo calibro.
Qualcosa di simile accadde anche alle navi irachene contro le navi classe Combattante II iraniane nel corso dell'Operazione Morvarid del novembre 1980, segno che i missili Styx necessitavano di essere integrati con armi migliori.

## Evoluzioni
Alcuni progetti hanno visto le Osa armate con otto missili SS-N 25 Harponsky.
La Cina ha prodotto oltre cento Osa con missili, pure essi cloni degli Styx, del tipo C-201.